# Randstad (azienda)
Randstad è una multinazionale olandese che si occupa di ricerca, selezione e formazione di risorse umane con sede a Diemen, Paesi Bassi. È stata fondata nei Paesi Bassi nel 1960 da Frits Goldschmeding e opera in circa 40 paesi, la maggior parte in Europa.
Randstad NV è quotata come RAND sull'AEX di Euronext Amsterdam. Il fondatore Goldschmeding è ancora il maggiore azionista. L'azienda prende il nome dalla regione di Randstad nei Paesi Bassi. In Italia è presente con 300 filiali e 2300 dipendenti diretti.

## Storia
Randstad è stata fondata nel 1960 da Frits Goldschmeding e Ger Daleboudt, che all'epoca stavano entrambi studiando economia alla VU University di Amsterdam. Quando Goldschmeding avrebbe dovuto scrivere una tesi, il suo professore gli consigliò di scrivere una tesi sul lavoro temporaneo, di cui all'epoca non c'era quasi nessuna letteratura. Dopo aver completato la tesi, Goldschmeding ha deciso di trasformare l'argomento della tesi in un'azienda. I primi volantini per l'azienda sono stati battuti a macchina nell'attico di Goldschmeding nella casa dello studente in Sloterkade ad Amsterdam. L'agenzia si chiamava "Uitzendbureau Amstelveen".
Nei primi anni, Uitzendbureau Amstelveen ha fornito personale principalmente per il settore assicurativo, banche e settore sanitario. Il primo ufficio dell'azienda era vicino al Vondelpark di Amsterdam.

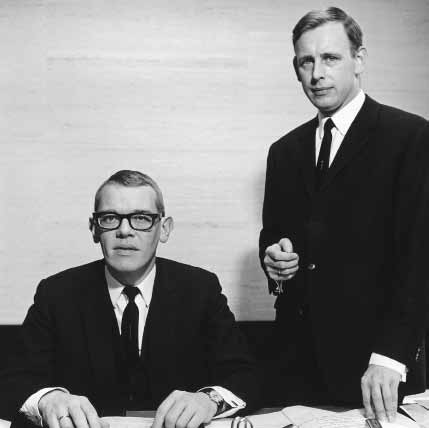
I fondatori Ger Daleboudt e Frits Goldschmeding otto anni dopo aver fondato l'azienda

Nel 1963, l'agenzia ha aperto filiali anche a Leiden e Rotterdam e ha cambiato il nome da "Uitzendbureau Amstelveen" a "Randstad Uitzendbureau". A quel tempo, Goldschmeding e Daleboudt erano ancora sicuri che il Randstad (l'area urbana tra Amsterdam, Utrecht, L'Aia e Rotterdam) rappresentasse la loro portata totale. Un nuovo logo è stato creato dal designer Ben Bos di Total Design. Questo è ancora il logo utilizzato da Randstad nel 2011.
Nel 1965 Randstad ha aperto una filiale a Bruxelles, nel 1967 a Londra e nel 1968 a Düsseldorf, Germania. La Francia seguì nel 1973.

### 1970–1980
Dopo aver ottenuto ulteriori finanziamenti da AMRO Bank, nel 1970, Randstad si trasferì in una nuova sede centrale in AJ Ernstraat ad Amsterdam, dove l'amministrazione era centralizzata e fu acquisito il primo computer dell'azienda, delle dimensioni di una grande sala conferenze.
Con l'aumento del numero delle agenzie di lavoro interinale (ad es. ASB, Manpower Inc., Evro e Tempo-Team), le agenzie di lavoro interinale hanno acquisito una scarsa immagine. Parte della critica era politica; sindacati e partiti di sinistra hanno auspicato un maggiore controllo da parte del governo sul mercato del lavoro e anche sulla mediazione occupazionale. I sindacati erano preoccupati che il personale temporaneo non avesse diritti, potesse guadagnare più del personale a tempo indeterminato, che i datori di lavoro avrebbero sostituito i lavori a tempo indeterminato con quelli temporanei, che solo le persone che erano relativamente mobili avrebbero avuto lavori temporanei e che al personale temporaneo sarebbe stato assegnato solo lavoro sporco e pesante. Tuttavia, Randstad riteneva di trovare lavoro per persone che altrimenti non sarebbero state attive sul mercato del lavoro.
Il ministero degli Affari sociali olandese ha lottato con il concetto di agenzie di lavoro interinale e ha introdotto una serie di misure restrittive, arrivando al punto di stabilire che le agenzie non potessero espandersi ulteriormente. Inoltre, ogni lavoratore interinale doveva essere regolarmente reimmatricolato presso il Ministero; né il personale temporaneo poteva guadagnare più dei dipendenti a tempo indeterminato. L'effetto indesiderato è stato che la domanda di personale temporaneo è aumentata vertiginosamente, a causa dei costi relativamente bassi.
In risposta, Randstad – insieme ad ABU, un'associazione che promuoveva gli interessi delle agenzie di lavoro interinale – ha avviato 22 cause contro il regolamento. Un risultato fu l'abolizione di un regolamento che vietava l'espansione.
Mentre inizialmente acquisire e servire i clienti da un lato e selezionare e collocare personale temporaneo dall'altro erano due ruoli diversi, Randstad ha deciso di integrarli in un'unica persona, il consulente. All'epoca si trattava di uno sviluppo unico nel settore del personale temporaneo. Nei suoi primi anni, l'azienda si è concentrata sulla fornitura di operatori di punzonatura, dattilografi, contabili, amministratori e segretarie. Dal 1973 ha adottato un approccio più ampio, occupandosi di tutti i tipi di personale, dal medico all'industriale.
Alla fine degli anni '70, Randstad aveva anche divisioni per lavori di pulizia e sicurezza. Nel 1978 è stata quindi fondata Randstad Holding NV come holding per ospitare tutte le divisioni. Randstad si trasferì anche in una sede più grande a Diemen nel 1977.

### 1980–1990
Il periodo 1980-1990 iniziò con una recessione e Randstad fu costretto a licenziare 160 dipendenti. Tuttavia, prevedendo quando l'economia si sarebbe ripresa, Randstad ha spostato la sua attenzione sulla crescita anziché sulla riduzione dei costi. Il suo concorrente Tempo-Team ha avuto meno successo nel cavalcare la recessione e alla fine del 1982 ha cercato di essere rilevato da Randstad. Randstad ha mantenuto il marchio ma ha differenziato il marchio Tempo-Team puntando a personale più esperto.
Il sindacato FNV ora ha riconosciuto che il mercato del lavoro aveva bisogno di lavoratori flessibili e che per molte persone il lavoro interinale costituiva un passo verso un lavoro a tempo indeterminato. Ciò si è tradotto nel 1986 in un Contratto collettivo di Lavoro (CLA) per i dipendenti a tempo indeterminato nel settore del lavoro interinale e nel 1987 in un CLA per tutto il personale interinale.
Dal 1982, le politiche del governo sono diventate meno ostili verso le agenzie di lavoro interinale, riconoscendo che potevano promuovere l'occupazione, e le regole sono state gradualmente allentate. Questo è stato un grande cambiamento per Randstad, il suo status cambiato è stato simboleggiato quando durante le celebrazioni per il suo 25º anniversario, il fondatore Goldschmeding ha ricevuto un Royal Honor.

#### Quotazione in Borsa
Il fatturato di Randstad è passato da 204 milioni di euro nel 1983 a 518 milioni di euro nel 1985. Nel 1988, Randstad ha intrapreso una quotazione in Borsa avvenuta il 5 giugno 1990. Inizialmente, le azioni di Randstad non sono andate come sperato, perché l'introduzione il prezzo era alto. Tuttavia, la performance di successo del 1991 ha causato un aumento del prezzo delle azioni.

## Azionisti
- Randstad Beheer - 50%
- ING Groep - 15%
- Fortis - 10%
- Stichting Administratiekantoor Randstad Optiefonds - 10%